# 메노이티오스
메노이티오스는 그리스 신화에서 등장하는 이름으로 다음과 같은 신이나 인물을들 지칭한다. 
- 티탄 신족 중의 하나로 이아페토스와 클리메네 (혹은 아시아)의 아들중의 하나. 아틀라스, 프로메테우스, 에피메테우스와 형제. 이 메노이티오스에 대하여는 거만하다는 것과 티타노마키아 때 티탄족의 편을 들었다가 나중에 타르타로스에 감금되었다는 것 외에 알려진 바가 없다.
- 하데스의 정원을 지키는 헤스페리데스 중 하나. 헤라클레스가 게리온의 황소떼를 훔쳐갔을 때 이를 게리온에게 말해줌.
- 파트로클로스의 아버지, 악토르와 아이기나의 아들. 아르고나우타이 중의 한 사람일지도 모름.